# Campionato emiratino di calcio
Il campionato emiratino di calcio è articolato su tre livelli: il massimo livello nazionale, la Lega professionistica degli Emirati Arabi Uniti, a cui prendono parte 14 squadre, la Prima Divisione degli Emirati Arabi Uniti, cui partecipano 15 squadre, e la Seconda Divisione, cui prendono parte 15 squadre.
In passato la terza divisione era denominata Prima Divisione Gruppo B, che nel 2012 è stata unita con la seconda divisione (Prima Divisione Gruppo A). Tutte queste competizioni sono organizzate dalla Federazione calcistica degli Emirati Arabi Uniti.
I primi due livelli si svolgono regolarmente dal 1974, la terza serie si è svolta, con il nome di Prima Divisione Gruppo B, dal 2009 al 2012 e nuovamente, con il nome di Seconda Divisione, dal 2019; mentre nel 2021, la Federazione emiratina ha introdotto anche un quarto livello con la nascita della Terza Divisione.
La Federazione calcistica degli Emirati Arabi Uniti organizza anche una competizione per le squadre riserve, la UAE Reserve League.

## Struttura campionato
|   | Campionato professionistico                                      |
| 1 | UAE Pro League 14 squadre in un campionato nazionale             |
|   | ↓↑ 2 squadre                                                     |
|   | Campionato professionistico                                      |
| 2 | UAE First Division League 17 squadre in un campionato nazionale  |
|   | ↓↑ 2 squadre                                                     |
|   | Campionati semi professionistici                                 |
| 3 | UAE Second Division League 14 squadre in un campionato nazionale |
|   | ↓↑ 2 squadre                                                     |
| 4 | UAE Third Division League 16 squadre in un campionato nazionale  |